# Полески държавен радиационно-екологичен резерват
Полеският държавен радиационно-екологичен резерват (на беларуски: Палескі дзяржаўны радыяцыйна-экалагічны запаведнік; на руски: Полесский государственный радиационно-экологический заповедник) е радиационно-екологичен резерват в региона Полесия в Беларус, опасващ територията на страната, която е най-засегната от радиоактивно замърсяване след Чернобилската авария.
Резерватът е свързан с Чернобилската забранена зона в Украйна. Службата за мониторинг на околната среда и противодействие Беллесрад надзирава отглеждането на храна и лесовъдството в областта.

## История
Две години след Чернобилската авария беларуската част на забранената зона е разширена към по-силно замърсените райони. Тогава в Беларус е създаден затворен за обществеността резерват с обща площ от 1313 km2. Официално резерватът е основан на 18 юли 1988 г. Преди инцидента на тази територия живеят над 22 000 души в 96 населени места. След аварията населението започва да се евакуира. През 1993 г. обхватът на резервата е увеличен с 849 km2, с което той става най-голямата защитена местност в Беларус и една от най-големите в Европа.

## География
Териториите, намиращи са на юг от Гомелска област и граничещи с украинската забранена зона, включват части от районите Брахински, Хойникски и Наровлянски. Резерватът се пресича от река Припят. Южната му част се пресича от железопътната линия Чернихив – Овруч, която преминава през селата Капоранка, Колибан и Посудово. На северозапад от резервата е разположен националният парк Припятски.

### Селища
Следният списък показва изоставените села на територията на резервата.
| Селище         | Население (1959) | Район       |
| -------------- | ---------------- | ----------- |
| Оревичи        | 923              | Хойникски   |
| Бабчин         | 839              | Хойникски   |
| Богуши         | 599              | Брахински   |
| Буда           | 267              | Хойникски   |
| Чемков         | 138              | Хойникски   |
| Дьорновичи     | 1016             | Наровлянски |
| Горошков       | 191              | Хойникски   |
| Колибан        | 977              | Брахински   |
| Капоранка      | 317              | Брахински   |
| Кожушки        | 869              | Хойникски   |
| Ломачи         | 177              | Хойникски   |
| Новокухновщина | 135              | Хойникски   |
| Нови Покровск  | 176              | Хойникски   |
| Посудово       | 642              | Брахински   |
| Пирки          | 552              | Брахински   |
| Рудие          | 245              | Хойникски   |

## Флора и фауна
Флората включва 1251 регистрирани вида растения, което е повече от две трети от флората в страната. 18 от тях са включени в Червения списък на световнозастрашените видове.
Резерватът е дом на много редки и застрашени животински видове, които живеят добре в него, благодарение на липсата на хора. Това включва мечки, коне на Пржевалски, зубри, скални и морски орли. Тук живее и най-голямата популация на европейски блатни костенурки. Според администрацията на резервата, той приютява 7 вида влечуги, 11 вида земноводни, 46 вида бозайници, 213 вида птици и 25 вида риби. От тях, 70 са включени в Червения списък на световнозастрашените видове, както и в Червената книга на Беларус.

## Дейности
Макар резерватът да е основан за целите на радиобиологията и екологията, той представлява особен интерес и за останалите биолози. Поради минималното човешко присъствие, е възможно да се наблюдава естественото развитие на дивата природа в Беларус.
Администрацията на резервата се намира в град Хойники. Основните му дейности включват:
- Мерки за предотвратяване на разпространяването на радиоактивни вещества отвъд границите на резервата;
- Предотвратяване на горски пожари;
- Мониторинг на радиоактивността;
- Изследване на ядреното обеззаразяване на почвата;
- Предотвратяване на влизането на неоторизирани лица в резервата;
- Засаждане на дървета с цел предотвратяване на ерозията, която би могла да разпространява замърсени вещества.

В резерватът са заети около 700 души, от които 40 са с научна степен. Ежегодният му бюджет съставлява около 4 милиона щатски долара.